# Цуно (Коті)
Цуно́ (яп. 津野町, つのちょう, МФА: [t͡suno t͡ɕoː]?) — містечко в Японії, в повіті Такаока префектури Коті.  Отримало статус містечка 2005 року. Площа становить 197,98 км². Станом на 1 липня 2012 року населення складало 6176  осіб, густота населення — 31,2 осіб/км².   

## Демографія
Згідно з даними перепису населення Японії, населення Цуно стабільно зменшується з середини 50-х, початку 60-х років. Станом на 1 жовтня 2020 року населення складало 5291 осіб, з яких чоловіків — 2516 осіб, жінок — 2775 осіб. Густота населення — 26,74 осіб/км².